# Hannes Brynge
Julius Johannes (Hannes) Brynge, född den 22 november 1888 i Enköping, död där den 6 mars 1972, var en svensk ingenjör och industriman.
Brynge var son till Johan Petter Johansson och far till Gunnar Brynge.
Brynge avlade studentexamen i Stockholm 1907 och avgångsexamen vid Kungliga Tekniska högskolan 1910. Han var ingenjör vid Enköpings verkstäder 1912–1932, disponent där 1933–1945 och direktör 1945–1953. Han var styrelseledamot i moderbolaget B.A. Hjorth & Co. med flera företag. Brynge blev riddare av Vasaorden 1943. Han vilar i en familjegrav på Vårfrukyrkogården i Enköping.